# U-287
Unterseeboot 287 foi um submarino alemão do Tipo VIIC, pertencente a Kriegsmarine que atuou durante a Segunda Guerra Mundial.

## Comandantes
| Comandante           | Data                                        |
| -------------------- | ------------------------------------------- |
| Oblt. Heinrich Meyer | 22 de setembro de 1943 - 16 de maio de 1945 |

## Subordinação
Durante o seu tempo de serviço, esteve subordinado às seguintes flotilhas:
| Período                                            | Flotilha                                  |
| -------------------------------------------------- | ----------------------------------------- |
| 22 de setembro de 1943 - 28 de fevereiro de 1945 2 | 4. Unterseebootsflottille (treinamento)   |
| 1 de março de 1945 - 8 de maio de 1945 3           | 1. Unterseebootsflottille (serviço ativo) |